# Immunodiffusion double

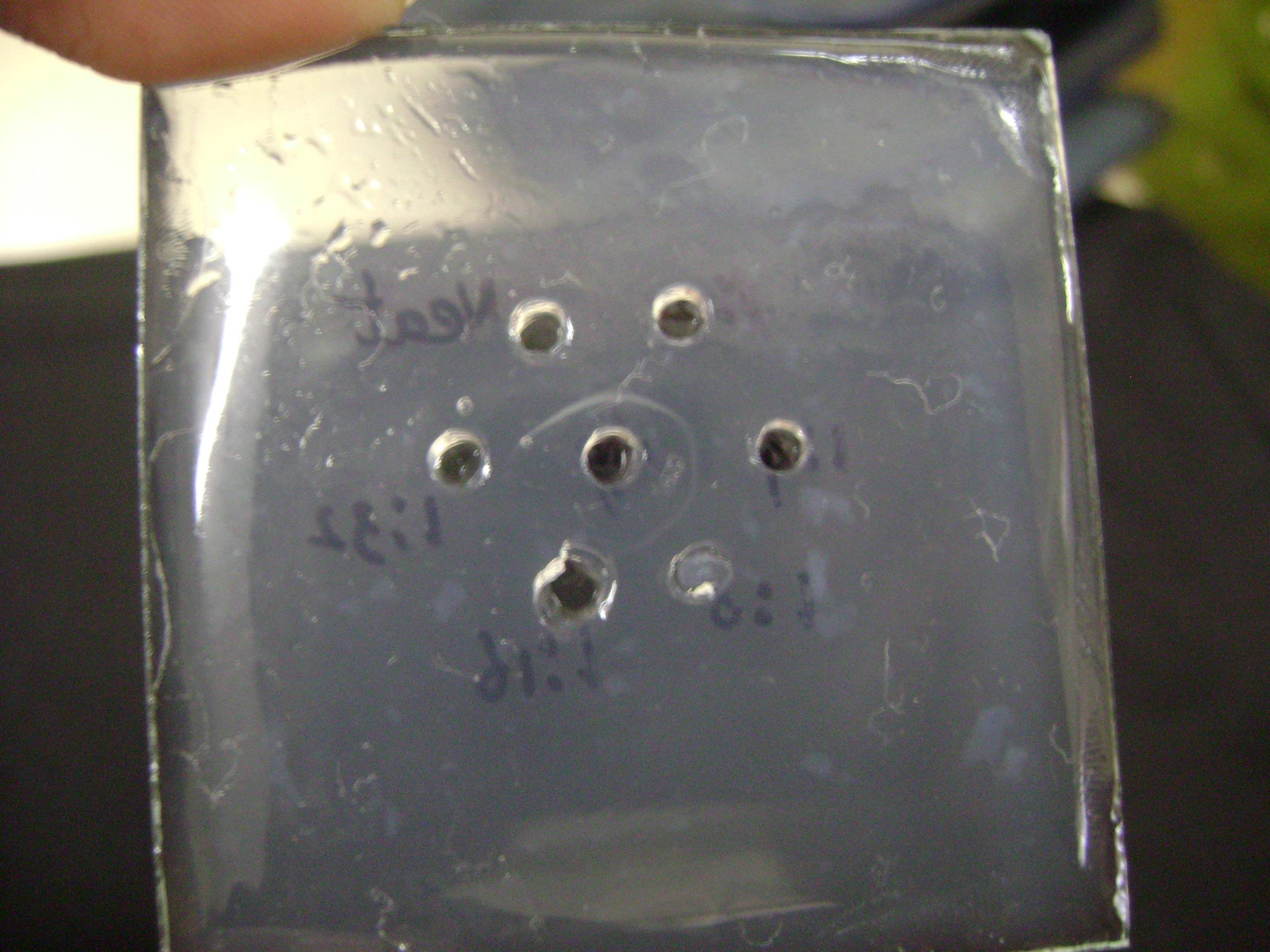
Un test d'Ouchterlony : l'arc de précipitation est la trace blanche au-dessus du puits central.

L'immunodiffusion double (ou immunodiffusion double d'Ouchterlony ou test d'Ouchterlony) est une technique immunologique utilisée dans la détection, l'identification et la quantification d'anticorps et d'antigènes, comme les immunoglobulines et les antigènes nucléaires. Cette technique est nommée d'après Örjan Ouchterlony, un physicien suédois qui a inventé le test en 1948.

## Procédure

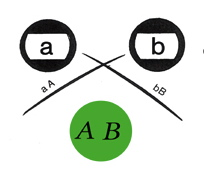
Arc de précipitation dans le cas où les deux puits supérieurs sont différents.

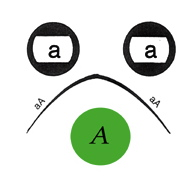
Arc de précipitation dans le cas où les deux puits supérieurs sont exactement identiques.

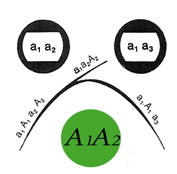
Arc de précipitation dans le cas où les deux puits supérieurs sont partiellement identiques.

Une couche de gel est percée de trous (ou « puits »). L'échantillon à étudier est placé dans un puits et un sérum ou des anticorps purifiés sont placés dans un puits adjacent. On les laisse se développer pendant 48 heures. Pendant ce temps, les deux échantillons vont se diffuser autour de leurs puits respectifs. Là où les fronts de diffusion se rencontrent, si les anticorps reconnaissent un des antigènes de l'échantillon, ils s'y lieront et formeront un complexe immun. Le complexe immun créera un précipité blanc en forme de ligne ou d'arc, ce qui est une signature visuelle de la reconnaissance d'un antigène.
Cette méthode peut être utilisée en parallèle avec plusieurs puits remplis de différentes solutions d'antigènes et d'anticorps. Lorsqu'on utilise plusieurs puits, on peut observer différents résultats en fonction de la réactivité des antigènes et des anticorps choisis.

## Théorie
Une précipitation se produit avec la plupart des antigènes parce que l'antigène est multivalent (c'est-à-dire qu'il a plusieurs déterminants antigéniques par molécule auxquels les anticorps peuvent se lier).Les anticorps ont au moins deux sites de liaison à l'antigène (et dans le cas de l' immunoglobuline M, il existe un complexe multimérique avec jusqu'à 10 sites de liaison à l'antigène), ainsi de grands agrégats ou des réseaux de type gel d'antigène et d'anticorps sont formés. Expérimentalement, une quantité croissante d'antigène est ajoutée à une quantité constante d'anticorps en solution. Initialement à faible concentration d'antigène, tout l'anticorps est contenu dans le précipité. C'est ce qu'on appelle la zone d'excès d'anticorps (c'est-à- dire le phénomène de prozone). Au fur et à mesure que davantage d'antigène est ajouté, la quantité de protéine précipitée augmente jusqu'à ce que les molécules antigène / anticorps soient à un rapport optimal. C'est ce qu'on appelle la zone d'équivalence ou point d'équivalence. 